# Museo del Mediterráneo
El Museo del Mediterráneo se encuentra en el edificio de Can Quintana, antigua casa solariega y edificio catalogado del siglo XV - principios del XVI), en el municipio de Torroella de Montgrí (Gerona). Fue inaugurado como tal en el año 2003 y está dedicado al conocimiento y difusión del Mediterráneo. Se trata de un museo interactivo y dinámico, que no sólo ofrece una exposición permanente, también espacios dedicados al arte pictórico y contemporáneo. También acoge exposiciones temporales relacionadas con la temática del museo. 
Es el Centro de Interpretación del Parque Natural del Montgrí, les Islas Medas y el Bajo Ter, y hospeda el Centro de Documentación del Montgrí, las islas Medas y el Bajo Ter y la Cátedra de Ecosistemas Litorales Mediterráneos, con quienes colabora.

## El museo
El Museo del Mediterráneo pretende ser un espacio de conocimiento, de reflexión y de investigación al servicio de las inquietudes y problemáticas que afectan a los ciudadanos del siglo XXI. A través del sonido y la música, que sirve de hilo conductor, el Museo del Mediterráneo quiere abrir las puertas al descubrimiento del espacio humano del Mediterráneo, partiendo del territorio más cercano: el macizo del Montgrí, la llanura del Bajo Ter y las islas Medas. Un espacio que ha sido modelado por una larga historia de intercambios con pueblos del Mediterráneo que comparten un pasado, un presente y un futuro comunes. Se trata de un museo abierto, interactivo y participativo que pretender hacer descubrir mediante los sentidos el territorio y el Mediterráneo.

## Historia del museo
El Museo del Mediterráneo recoge el testigo del Museu del Montgrí i el Baix Ter. Este antiguo museo estaba ubicado en Casa Pastors. En el año 2003 se efectuó su traslado al edificio de Can Quintana. El objetivo era modernizar el espacio expositivo y dar una nueva orientación temática al museo, conectando el patrimonio local con el medio y la cultura mediterránea. De este modo, el 1 de mayo de 2003 el museo abría sus puertas.
Actualmente, el Museo del Mediterráneo forma parte de la Red de Museos de la Costa Brava, de la Red de Museos de Etnología de Cataluña, de la Red de Museos Marítimos de la Costa Catalana y la Red Territorial de Museos de las Comarcas de Gerona. También es miembro del Observatorio del Patrimonio Etnológico e Inmaterial.

## Edificio histórico de Can Quintana

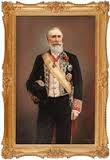
Retrato de Albert de Quintana i Combis

Can Quintana es una finca histórica de la villa. Se trata de una antigua casa solariega de intramuros que ha estado catalogada a caballo del siglo XV y XVI. Está construida sin cimientos y conserva elementos ornamentales de piedra y forjado en la fachada de la calle d’Ullà.  Consta de planta baja -adaptada como recepción, espacios temporales, aula y auditorio-, un primer piso –donde hay la exposición permanente- y un desván –donde están las oficinas y el centro de documentación. La finca además contiene un patio que conserva ocho palmeras centenarias, como símbolo indiano. Son también destacables las aperturas enmarcadas en piedra, de arco rebajado. La puerta de acceso, que ha sido modificada, conserva las dovelas originales, de arco de medio punto. A principios del siglo XX, Rafael Masó se encargó de la decoración de los interiores del edificio (1907-1908), fiel al movimiento novecentista. Entre otras reformas de Masó, se pueden contemplar el techo artesonado de madera, la chimenea y los paneles cerámicos, en el primer piso. También es obra de Masó, la escalinata del patio. El edificio también tiene elementos pictóricos y algunas salas nobles, que se pueden apreciar en el primer piso. 
El casal fue la residencia de la familia Quintana, propietarios acomodados y comerciantes de aceite y vino. Aún, en la planta baja, se puede contemplar la almazara que tiene una inscripción del año 1703.  Su figura más notable fue Albert Quintana i Combis, político liberal de la Renaixença catalana. Ostentó, entre otros cargos, el de gobernador de Huesca, el de diputado en el Congreso y el de senador, secretario del Gobierno General y, posteriormente intendente general de Hacienda, en Cuba. También tuvo gusto por la poesía y él mismo se hacía conocer como El Cantor del Ter. Su hijos y nietos también fueron políticos destacados (Albert de Quintana de León; Pompeyo Quintana. Alberto de Quintana). 

## Recorrido por el museo

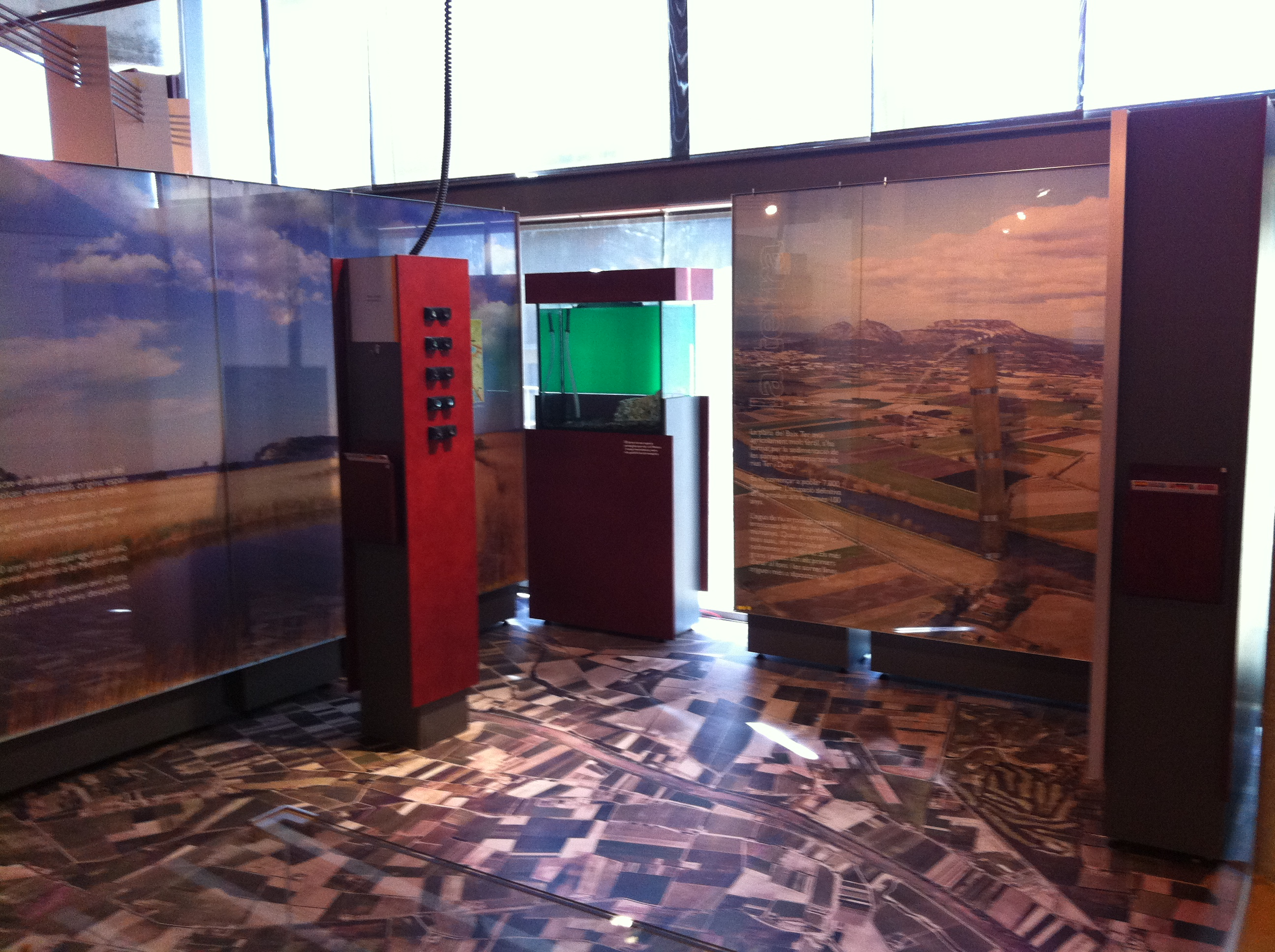
Espacio dedicado al parque natural del Montgrí, las Islas Medas y el Bajo Ter

Se trata de una exposición interactiva y participativa, que tiene en la música y el sonido su hilo conductor. Su objetivo es mostrar el mar Mediterráneo con los “cinco sentidos”, introduciéndonos el territorio más próximo, su historia y su cultura. El recorrido es el siguiente: 

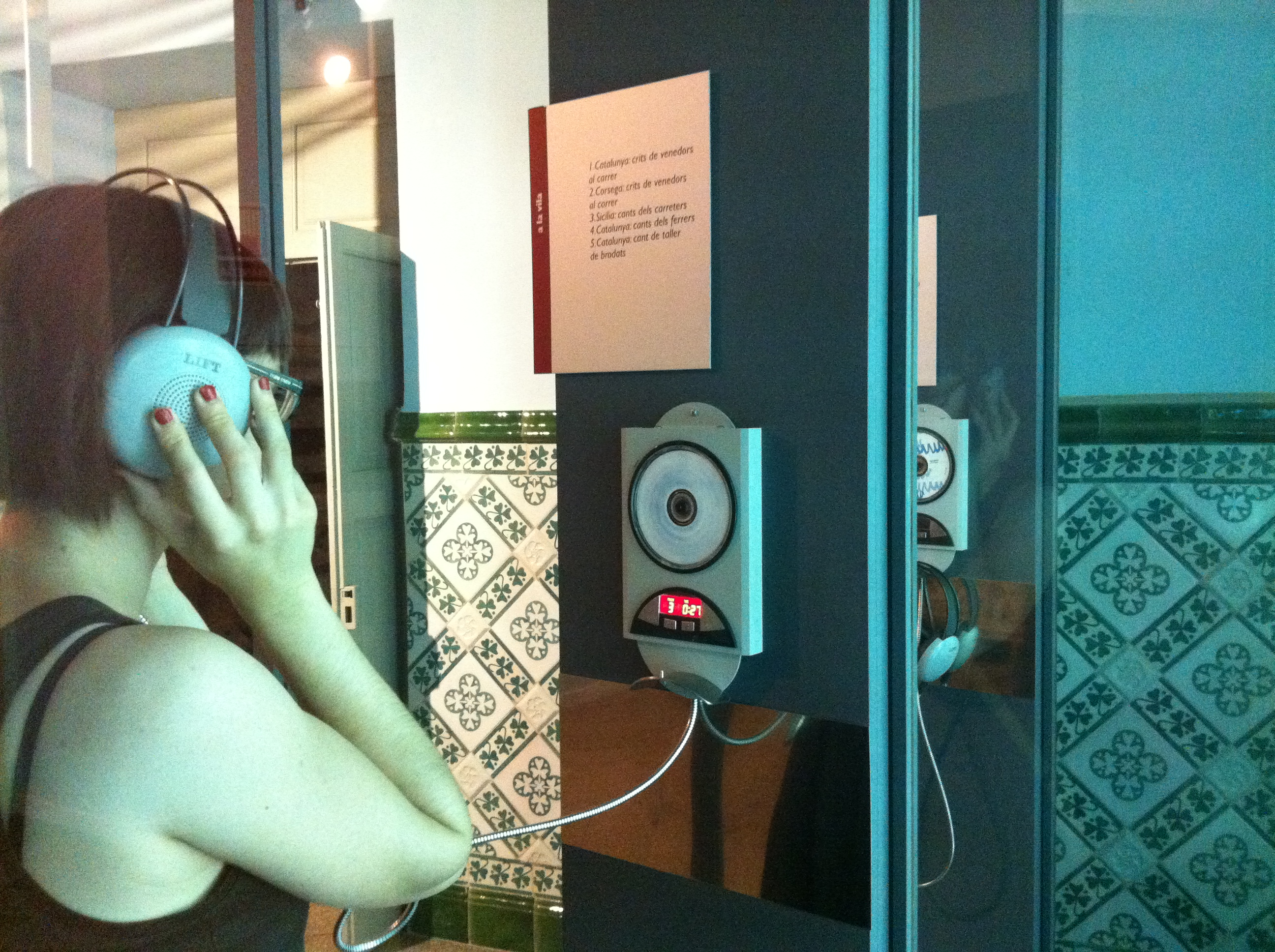
Espacio dedicada a la música y a los sonidos del Mediterráneo

- Espacio dedicada a la música y a los sonidos del MediterráneoBienvenida, o espacio introductorio: la exposición empieza con un espacio que, con el mapa del Mediterráneo de fondo, está lleno de citas de pensadores que nos invitan a reflexionar antes de iniciar propiamente la visita. Alrededor del Mediterráneo encontramos muchos pueblos y ciudades y cada uno tiene una cultura propia, pero todos están unidos por una misma cultura e identidad. Comparten una cultura madre con elementos comunes a todos los pueblos del Mediterráneo, fruto de unos intercambios ininterrumpidos. Son hijos de un mismo mar.[17]

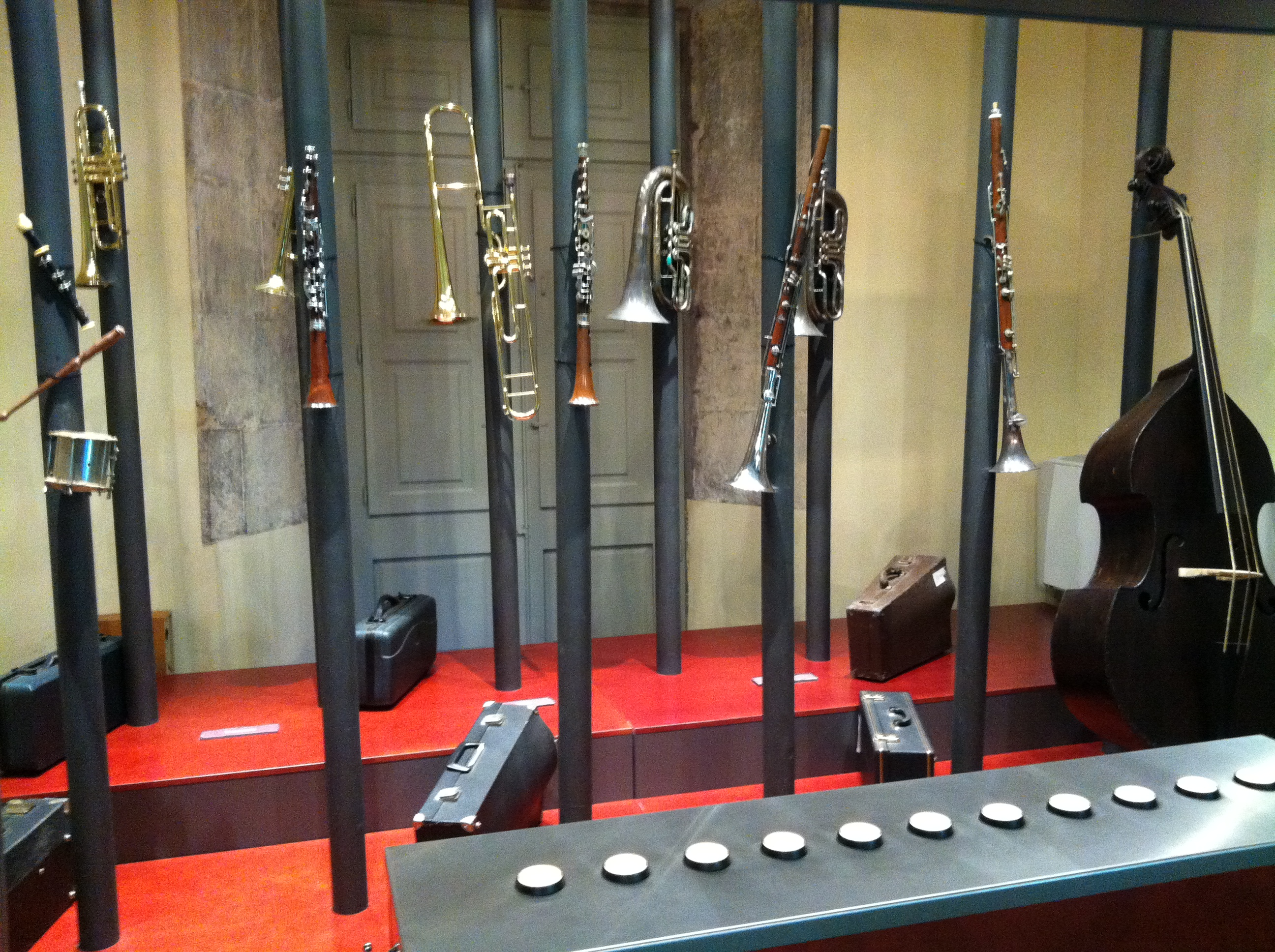
La cobla

- La coblaTerritorio y la historia: en este segundo ámbito del Museo del Mediterráneo podemos ver los paisajes existentes en el territorio del Montgrí y del Bajo Ter: las Islas Medas, la llanura, el río Ter, el macizo del Montgrí... entendidos como elementos que pertenecen al paisaje cultural mediterráneo. Los sonidos del mar, del viento y del río se corresponden con elementos vinculados a la naturaleza. El punto culminante de este ámbito se encuentra en el módulo hijos de un mismo mar, donde se puede comprobar que los hombres y las mujeres de hoy somos el resultado de unos intercambios culturales ininterrumpidos. Hoy palabras como moneda (fenicios), democracia (griegos), urbanismo (romanos) o brújula (árabes) son tan comunes que cuesta darse cuenta de que son la suma de una serie de culturas. La diversidad cultural es riqueza y enriquecimiento.[18]
- La música: la música es un pretexto excelente para mostrar los contactos y las relaciones entre los pueblos del Mediterráneo. La música la entendemos como una manera de comunicar, de participar en la comunidad, como un lenguaje común que viaja entre los pueblos del Mediterráneo y que habla de la vida de las personas. Hay canciones populares que se cantan con la misma música en muchas lenguas del Mediterráneo. La música es pues un lenguaje común que viaja entre los pueblos del Mediterráneo y que nos habla de la vida de las personas. En este punto, también se habla de las músicas propias del territorio: la sardana. Esta es una música y danza originaria del Ampurdán y una más de las que existen en el Mediterráneo. Además, Torroella de Montgrí tiene una larga tradición vinculada con la sardana y las coblas, pues fue el primer lugar donde se bailó la sardana larga, tal como se baila a día de hoy. En el museo también se muestra la disposición de una cobla interactiva que permite hacer sonar los instrumentos y conocer los nombres.[19] Relacionado con la música y tradición popular, el museo exhibe los gigantes antiguos de Torroella.[20]
- Un mar de todos: en la sala final del Museo del Mediterráneo hay un mapa del espacio mediterráneo donde pueden verse y tocarse diferentes instrumentos populares del Mediterráneo. Unos instrumentos que presentan muchas más similitudes que diferencias. Las relaciones establecidas por los diferentes pueblos del Mediterráneo han hecho que haya habido muchos intercambios de conocimientos, y también de instrumentos. Un espacio donde se pueden escuchar diferentes grabaciones sonoras de diferentes cantautores y grupos mediterráneos. Tenemos que entender la diversidad como una riqueza.[21]
- Audiovisual: La realidad mediterránea: el museo cierra su exposición permanente con un audiovisual de reflexión con imágenes y música, creada especialmente por el compositor Jordi Molina, que muestra cómo el espacio mediterráneo todavía tiene heridas que curar: los conflictos de Oriente Próximo, las revoluciones de la Primavera Árabe, el conflicto árabe-israelí o las precarias migraciones sur-norte. ¿Será posible encontrar una solución de paz que permita a todos los pueblos vivir en libertad? El diálogo es básico. Sin diálogo, esta riqueza por compartir que se llama Mediterráneo puede comportar luchas entre pueblos hermanos, hijos de un mismo mar. El museo pretende ser un grano de arena para favorecer el diálogo y el entendimiento. Si lo conseguimos, aunque solo sea con un grano de arena, ¡el resultado habrá valido la pena!.[22]

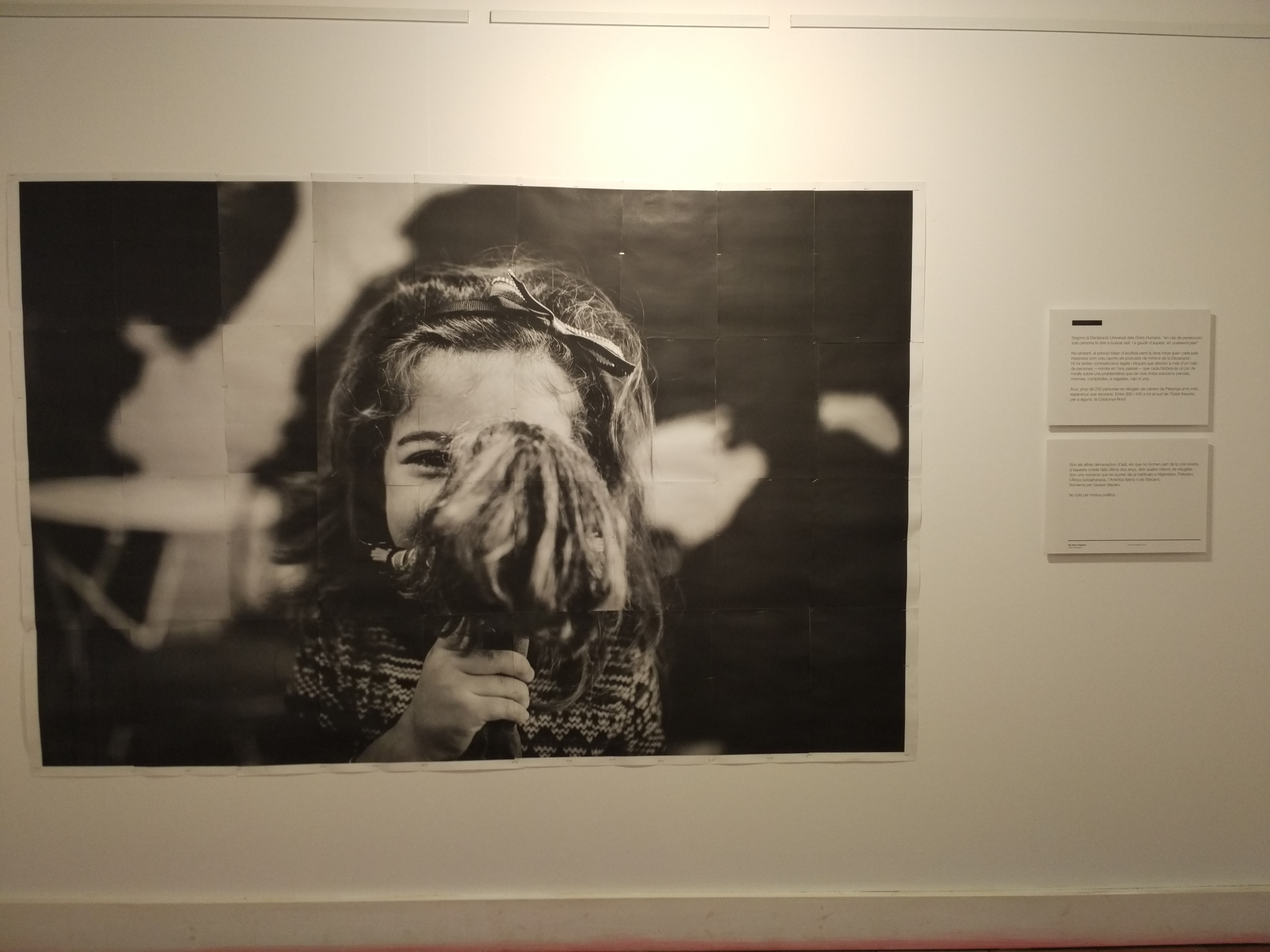
Espacio Montgrí ocupado por una exposición de arte contemporáneo de Carlos Palacios

## Salas de exposiciones temporales
Listado de exposiciones temporales del Museo del Mediterráneo

### Espacio Montgrí

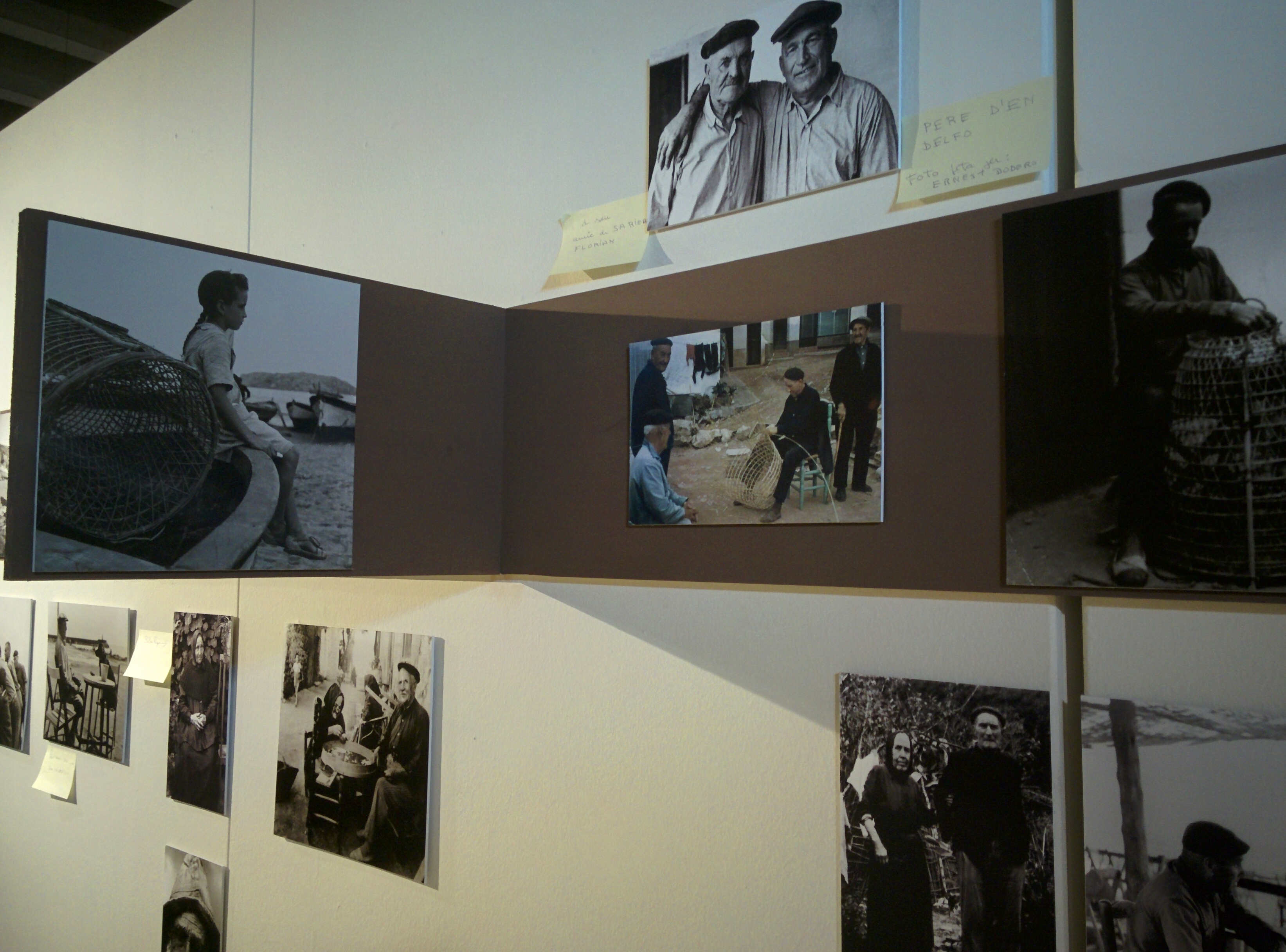
Espacio Bajo Ter ocupado por una exposición de memoria local

Sala de exposiciones temporales de arte contemporáneo. Actualmente, acoge el ciclo “Camins propers”, que reúne jóvenes artistas del territorio, comisionado por la artista Mar Serinyà.

### Espacio Medas
Sala estable dedicada al pintor Francesc Gimeno (1858-1927), que residió tres años en Torroella de Montgrí. Este espacio es el resultado de la donación pictórica del legado Martínez-Solans. Es por eso que la sala también recibe el nombre de “Fons Martínez-Solans. Francesc Gimeno, paisatgista del Montgrí”.

### Espacio Bajo Ter
Sala de exposiciones temporales vinculadas al Mediterráneo, al Montgrí, las Islas Medas o el Bajo Ter.  Ha acogido exposiciones sobre el pintor Joan Fuster o el arquitecto Rafael Masó.

## Piezas y objetos destacados
- Pico del Montgrí. El Pico del Montgrí es la pieza más emblemática de la prehistoria en el macizo del Montgrí. Se trata de un canto tallado per una cara con forma de pico y asociado a las comunidades que habitaron el macizo hace 300.000 años.[28] Cuando fue bautizado, en los años 70, se hizo con el nombre de "Pico del Montgrí" y, a partir de entonces, todas las herramientas acabadas en forma de punta en el mundo recibieron el nombre de pico.[29]

- Capitel del Castillo del Montgrí. En la cima del macizo del Montgrí se alza la figura del Castillo del Montgrí (siglo XIII). Uno de los pocos elementos decorativos del castillo eran cuatro capiteles, dos de los cuales se conservan en el Museo del Mediterráneo. Eran piezas de una extrema simplicidad que fueron esculpidas por un hábil picapedrero que imitó los elementos iconográficos de tradición románica. La pieza que presentamos la componen cuatro cabezas, de relieve muy destacado, situadas en los ángulos superiores, y en el centro encontramos la presencia de una piña.[30]
- Terra sigillata: fragmentos cerámicos de Terra Sigillata de época de Augusto.[31]
- Cuenta áurea neolítica: cuenta bitroconcónica, única a la península ibérica con una datación de finales del IV milenio y a principios del III AC.[32]

- Tenora. La tenora es uno de los instrumentos tradicionales de Cataluña que más posibilidades interpretativas y musicales reúne. Se trata de un instrumento de madera descendente de la chirimía (instrumento de la Edad Media que se tocaba por toda Europa) con campana metálica y embocadura de doble caña. Pero es a partir de Pep Ventura, a mediados del siglo XIX, que se le da un papel predominante dentro de la formación de la cobla moderna tal como la conocemos hoy en día.[33]

- Flabiol. El flabiol es el instrumento más antiguo y representativo de la música popular catalana. La pareja flauta dulce y tamboril son los instrumentos más antiguos de la cobla, provienen de la antigua formación de tres cuartanes, y son los únicos que prácticamente no recibieron ninguna modificación por parte del músico Pep Ventura. Tiene la función característica de tocar "la entrada" y el "contrapunto" de las sardanas, debido a su sonido estridente en el registro agudo.[34]

- Lira cretense. La música de Creta es uno de los estilos más antiguos de música tradicional, un puente entre la música occidental y la oriental. La Lira de Creta es un instrumento de cuerda tocado con un arco que casi no ha experimentado cambios desde los tiempos bizantinos. La lira cretense es el instrumento que produce la melodía característica de las tradiciones de la isla; un instrumento que une las diferentes costas del Mediterráneo. La lira de Creta, a pesar de la coincidencia de nombre, no guarda ninguna relación con la lira de la antigua Grecia.[35]

- Launeddas. El launeddas es uno de los instrumentos musicales de viento-madera más antiguos del Mediterráneo (900 aC) y en la actualidad solo se encuentra en Cerdeña. Consiste en tres tubos con lengüeta simple que forman parte del mismo cuerpo de caña. Es un instrumento polifónico y se toca con la técnica de la respiración circular. El launeddas todavía se toca durante las ceremonias y las danzas religiosas (su ballu). Instrumentos del mismo tipo, que utilizan técnicas parecidas, están presentes en toda la costa mediterránea.[36]

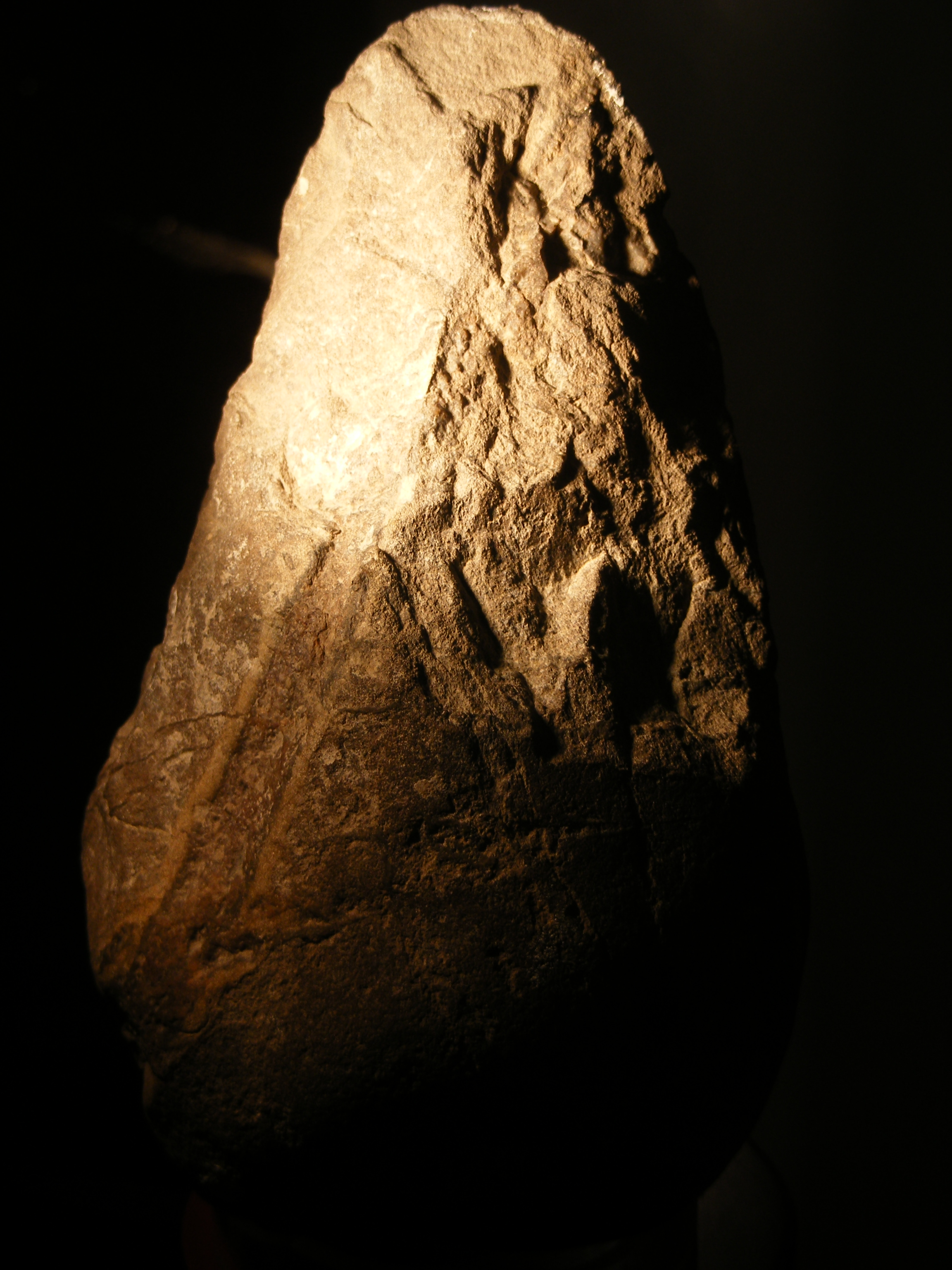
Pico del Montgrí
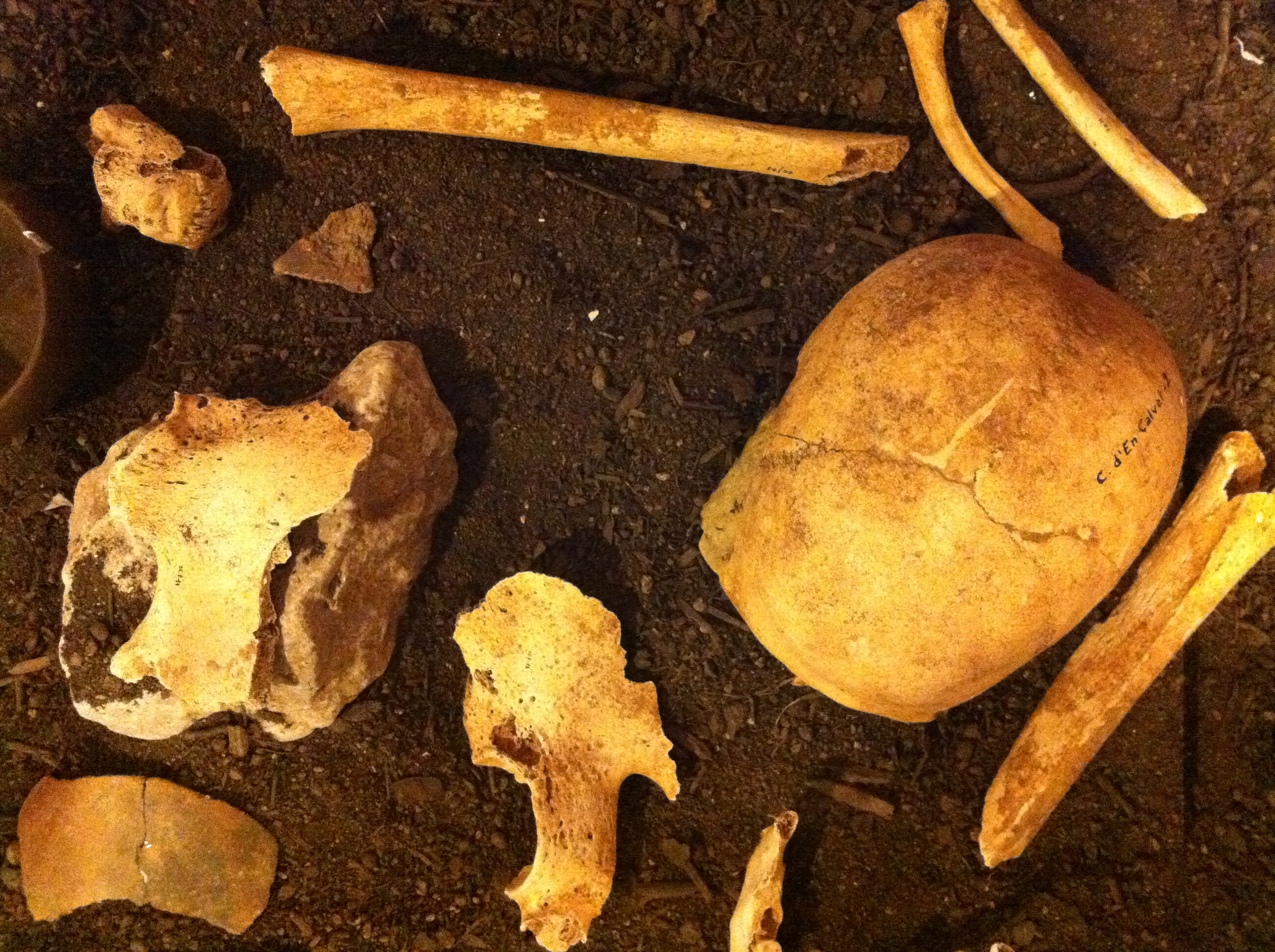
Restos esqueléticos del yacimiento Cau del Calvet
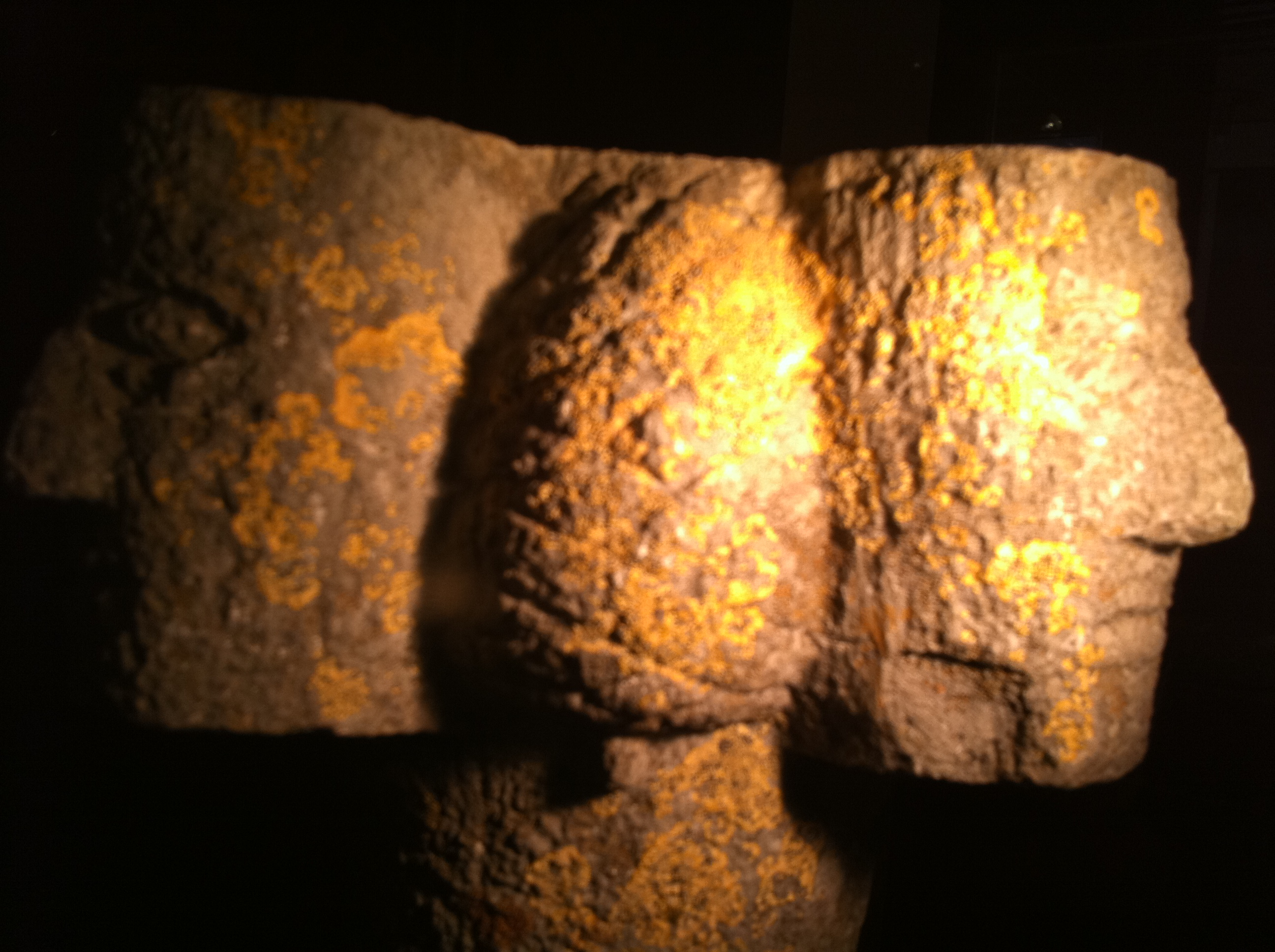
Capitel del Castillo Montgrí
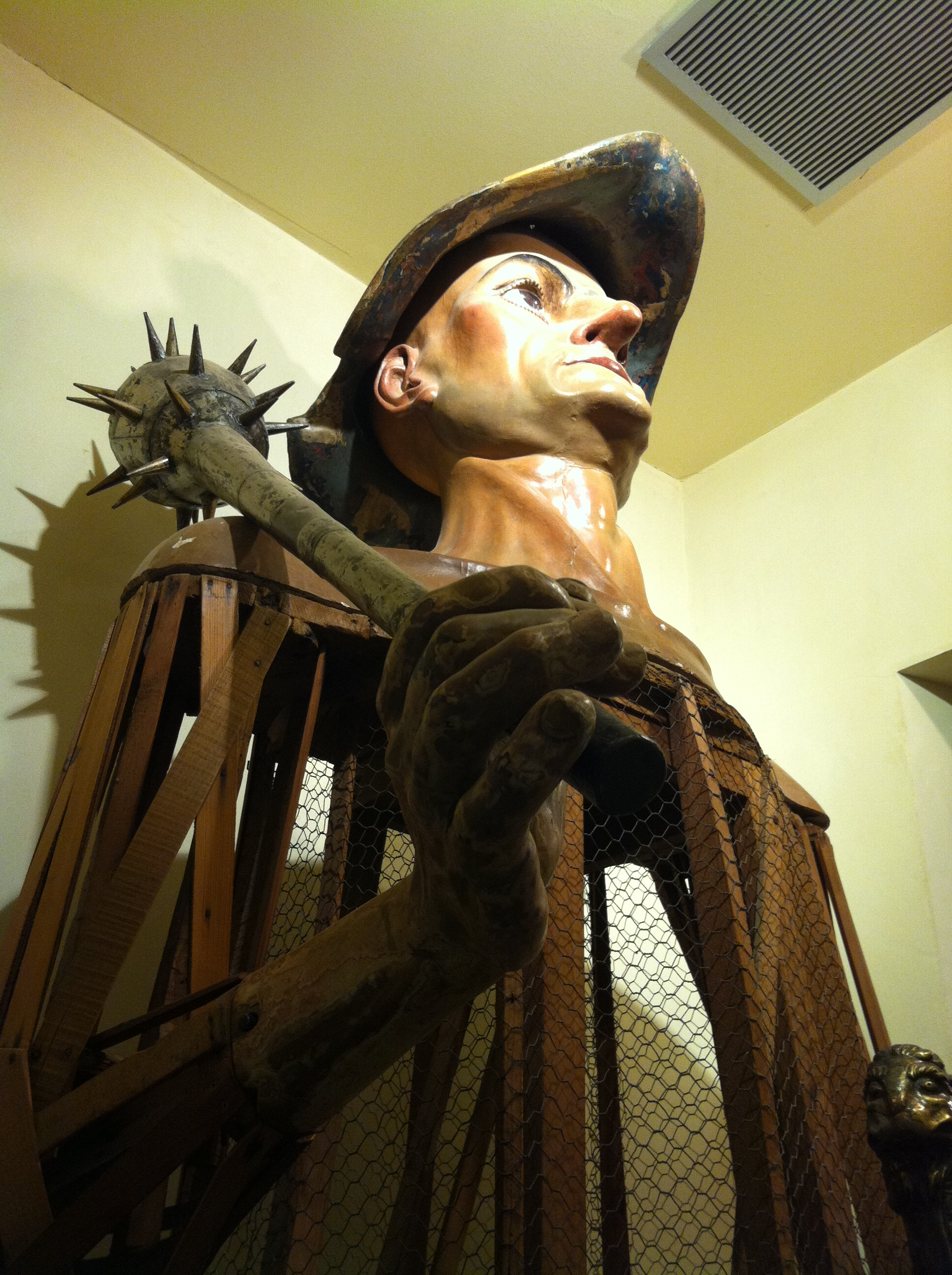
Gigante antiguo de Torroella
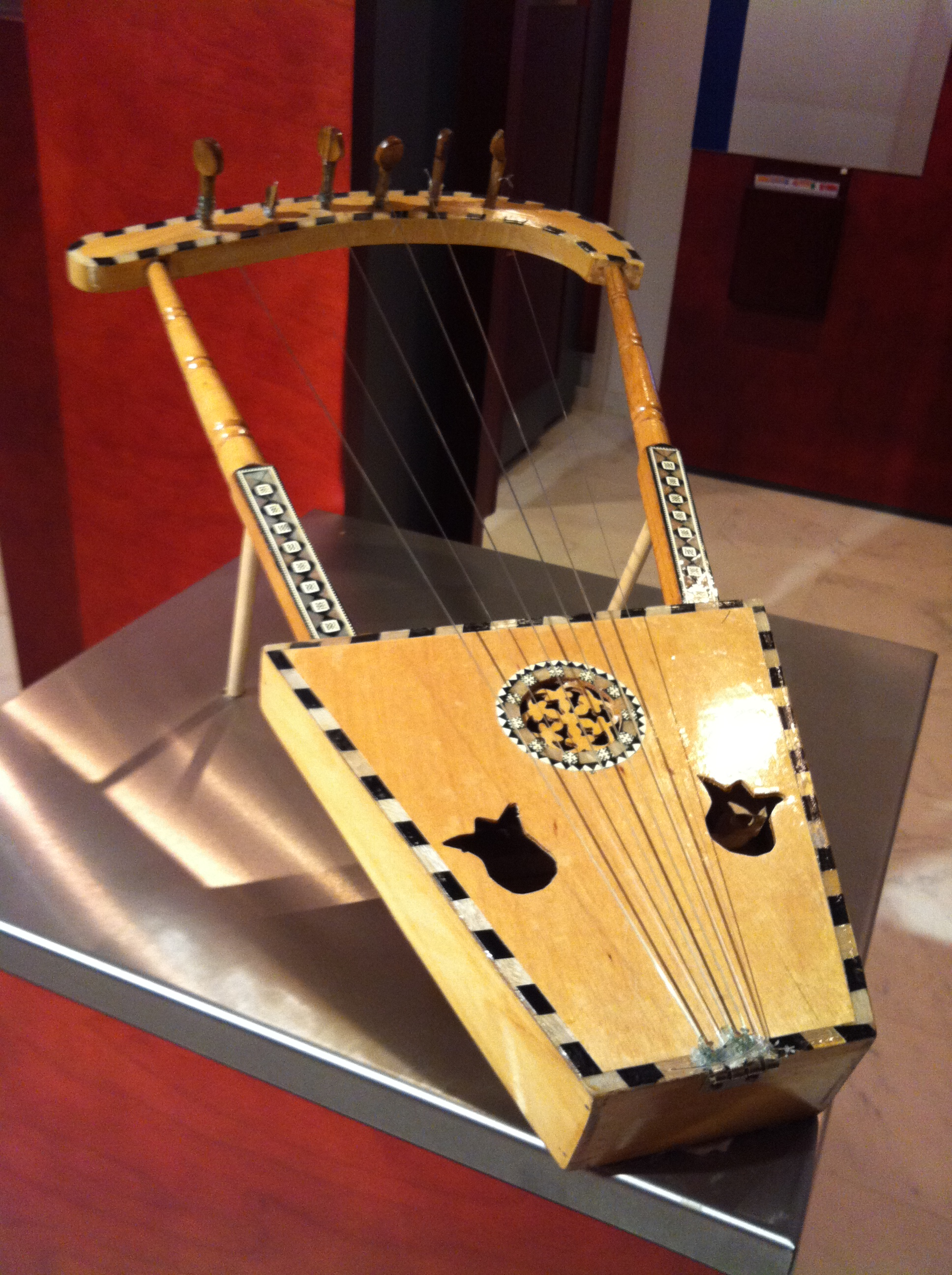
Lira egipcia

## Centro de Documentación

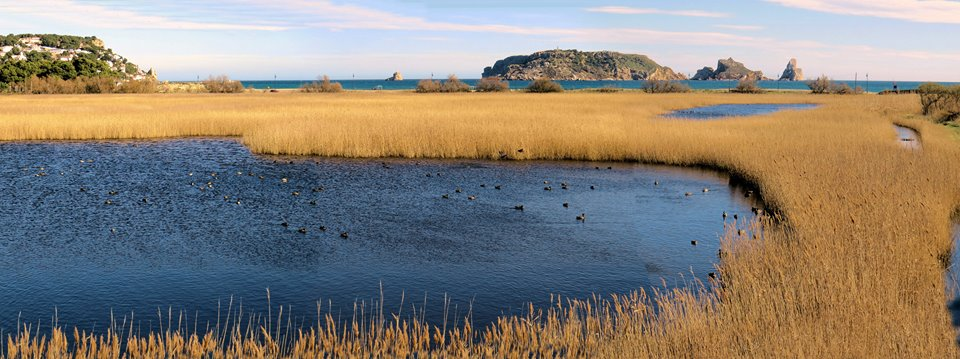
Bajo Ter

El Museo del Mediterráneo hospeda el Centro de Documentación del Montgrí, las Islas Medas y el Bajo Ter. Contiene un importante archivo fotográfico, partituras, audiovisuales, tarjetones, publicaciones, monografías y trabajos inéditos. Además, desde el año 2012 también es Centro de Documentación del Parque Natural del Montgrí, las Islas Medas y el Bajo Ter, por lo tanto, custodia los documentos y trabajos generados en este espacio natural.

### Fondo especial
El centro de documentación tiene un importante fondo sardanístico, que incluye legados de Vicenç Bou, Pere Rigau o Ricard Viladesau, entre otros. También tiene diferentes fondos de personajes ilustres locales, como son el historiador Josep Vert (planimetrías y archivo fotográfico local), el artista Josep Mundet y Josep Casadellà i Grassot (archivo fotográfico local). 
El Museo del Mediterráneo custodia el Fondo Martínez-Solans, una donación sobre documentación y obras pictóricas del pintor Francesc Gimeno. 

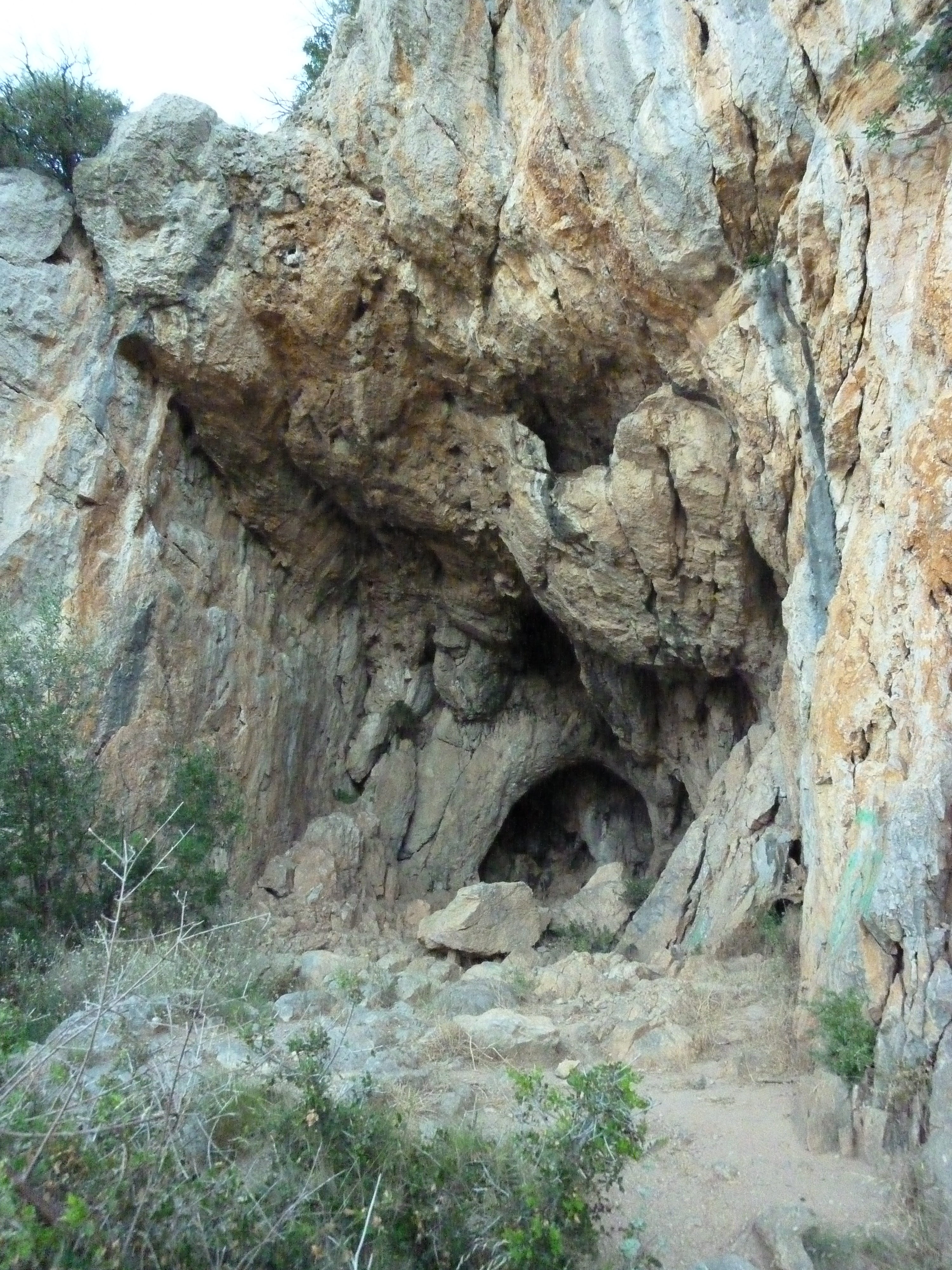
Cau del Duc, yacimiento paleolítico

### Fondo de reserva
El Museo del Mediterráneo tiene un importante y diverso fondo arqueológico y etnográfico. Custodia las piezas arqueológicas de las intervenciones realizadas en el municipio, entre ellos el Cau del Duc, el Cau del Duc d’Ullà, el yacimiento neolítico de la Fonollera, el Camp de la Gruta o el de Santa Maria del Mar. Algunas familias, además, han hecho donaciones de material etnográfico, como herramientas del campo o de oficios perdidos. También custodia instrumentos originales de compositores locales, como Vicenç Bou y Joaquim Vallespir. 

## Cátedra de Ecosistemas Litorales Mediterráneos
Se trata de una entidad que tiene su sede en las instalaciones del Museo del Mediterráneo. Se encarga de la difusión del estudio, restauración, gestión y difusión de los espacios naturales del litoral del Bajo Ter. Nació en el año 2008, gracias a un convenio con el Ayuntamiento de Torroella de Montgrí y la Universidad de Gerona. Por lo tanto, se trata de un instrumento de investigación, dirigida del profesor Xavier Quintana. Uno de los proyectos en los que participa es el Life Pletera, que desurbaniza y restaura la antigua laguna litoral de la Pletera, al norte de la desembocadura del río Ter.

## Equipamientos y servicios

### Auditorio
Sala de conferencias en el interior de las instalaciones del museo. En este espacio se realizan actividades de índole diversa, entre estas las Jornadas de Política Internacional o la jornada anual Ernest Lluch, sobre temas de actualidad política. También, cada primer jueves de mes se celebra el pleno municipal. Asimismo, el espacio está disponible para charlas, congresos, conferencias u otro tipo de actividades.

### Servicios educativos

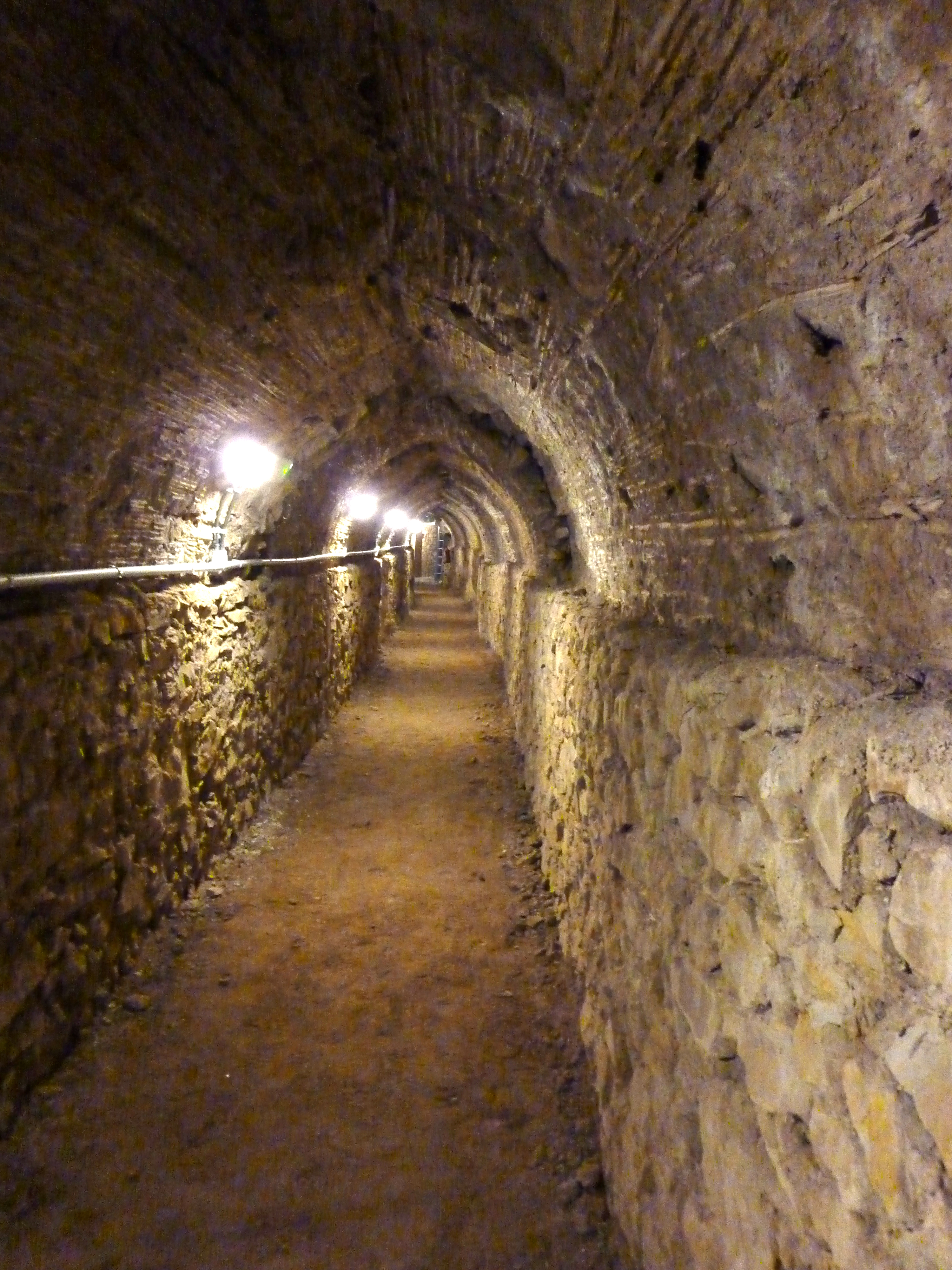
Mina de agua de Torroella

Siguiendo las directrices del Consejo Internacional de Museos (ICOM), como otras normativas museísticas, el Museo del Mediterráneo tiene en uno de sus ejes la educación. En este sentido, tiene un departamento propio, que recibe una media de 6000 alumnos al año. Las actividades y talleres que organiza durante el período lectivo están relacionados con la temática y los objetivos del museo: acercar el patrimonio natural y cultural local y mediterráneo. El diagnóstico del servicio educativo de la Red Territorial de Museos de Gerona (2017) citó la propuesta educativa del Museo del Mediterráneo como ejemplo de buenas práticas, por lo que su planteamiento didáctico se refiere.

### Visitas guiadas
El Museo del Mediterráneo realiza visitas guiadas en algunos elementos patrimoniales que custodia. Entre estos, se encuentra la Mina de Agua de Torroella, una infraestructura de origen medieval, que es visitable en verano o previa solicitud el resto del año. En verano, el museo también organiza visitas guiadas por la villa y el parque natural del Massís del Montgrí, las Islas Medas y el Bajo Ter.

### Publicaciones
El museo tiene una amplio abanico de publicaciones de ámbito local, como son los Papers del Montgrí, revista de temas locales, o Recerca i Territori, monográficos científicos de carácter periódico. También ha editado o coeditado los siguientes libros, generalmente catálogos o monográficos sobre exposiciones pictóricas que ha hospedado: 
- Francesc Gimeno i els paisatges del Montgrí (2007)[54]
- Veus de la mediterrània (2009)[55]
- Mascort. El paisatge retrobat (2011)[56]
- Joan Fuster. Una mirada personal (2017)[57]

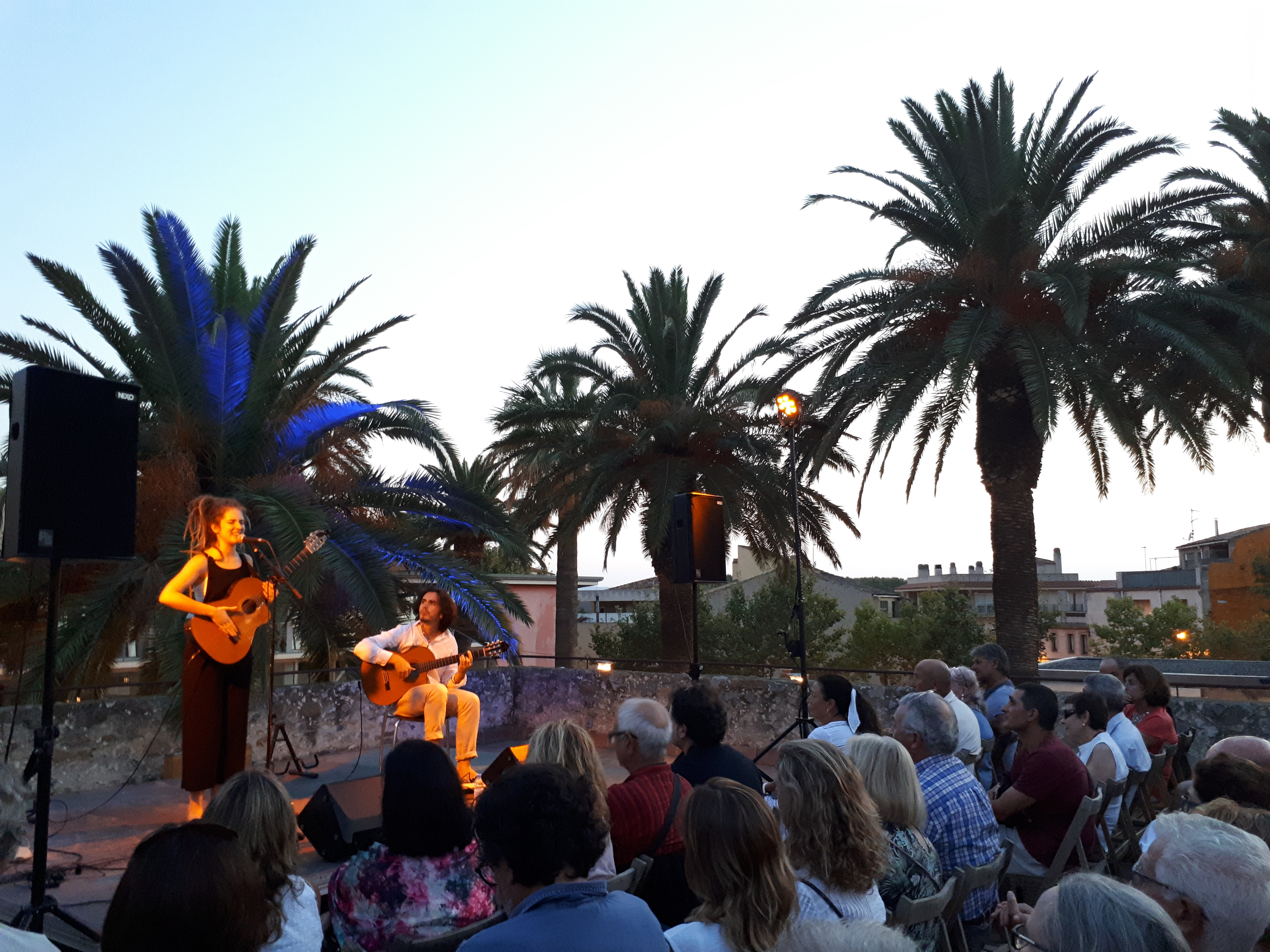
Capvespres musicals en la terraza del museo con la cantautora Alidé Sans.

## Actividades complementarias
El Museo del Mediterráneo es, desde el año 2013, una de las sedes de la Muestra Internacional de Cine Etnográfico que organiza el Observatorio de Patrimonio Etnológico e Inmaterial. Consiste en un ciclo cinematográfico de carácter anual que exhibe trabajos audiovisuales relacionados con la investigación y el patrimonio etnológico. También, desde 2016, el Museo del Mediterráneo organiza en agosto, los “Capvespres musicals”, un ciclo de conciertos de pequeño formato de música tradicional y de raíz. En colaboración con el Departamento de Cultura de la Generalidad de Cataluña, el museo también organiza los Encuentros de Música Mediterránea para la difusión, conocimiento y formación musical de temática mediterránea desde el año 2006. Finalmente, a lo largo del año, el Museo del Mediterráneo programa diferentes salidas para conocer el territorio del Bajo Ter.